# Canito
José Enrique Cano Leal, Canito (Madrid, 26 de octubre de 1959 - ibídem, 3 de enero de 1980), fue un compositor, batería y cantante español.
Formó junto a los tres hermanos Urquijo (Javier, Enrique y Álvaro) el grupo Tos a finales de los años setenta. Su muerte se produjo tres días después de un accidente de tráfico ocurrido en la Nochevieja de 1979 en la N-VI a la altura de La Navata. En el momento de sufrir el accidente, ocurrido en las primeras horas de la madrugada del día de año nuevo, Canito se encontraba de pie fuera de su vehículo que había aparcado en el arcén. La mala fortuna quiso que otro vehículo, al parecer conducido por un soldado de reemplazo que se reincorporaba a su destino, colisionara con el suyo y le golpeara violentamente. 
Posteriormente, los Urquijo reclutaron al también compositor, batería y cantante Pedro A. Díaz y refundaron el grupo bajo el nombre de Los Secretos (Pedro A. Díaz perdería asimismo la vida en un accidente de circulación, el 12 de mayo de 1984).
Las bandas: Nacha Pop, Alaska y los Pegamoides, Paraíso, Mamá, Los Bólidos, Trastos, Mario Tenia y Los Solitarios y Mermelada se reunieron el 9 de febrero de 1980 en la Escuela de Ingenieros de Caminos de la Universidad Politécnica de Madrid en un Concierto homenaje a Canito que se ha considerado como el principio de la movida madrileña.